# Меритсегер
Меритсегер (егип. Mr.t sgr — «любящая безмолвие» или «возлюбленная творящим спокойствие (Осирисом)») — в древнеегипетской мифологии богиня Фиванского некрополя на западном берегу Нила, покровительница кладбищ (особенно Долины Царей) и строителей гробниц. Считалось, что Меритсегер охраняет кладбище и покой умерших.

## Изображение
Изображалась в виде льва или женщины с головой змеи. В образе женщины с головой змеи она представала на рисунках с жезлом Уас или увенчанная пером и с ножами в руках.

## Культ

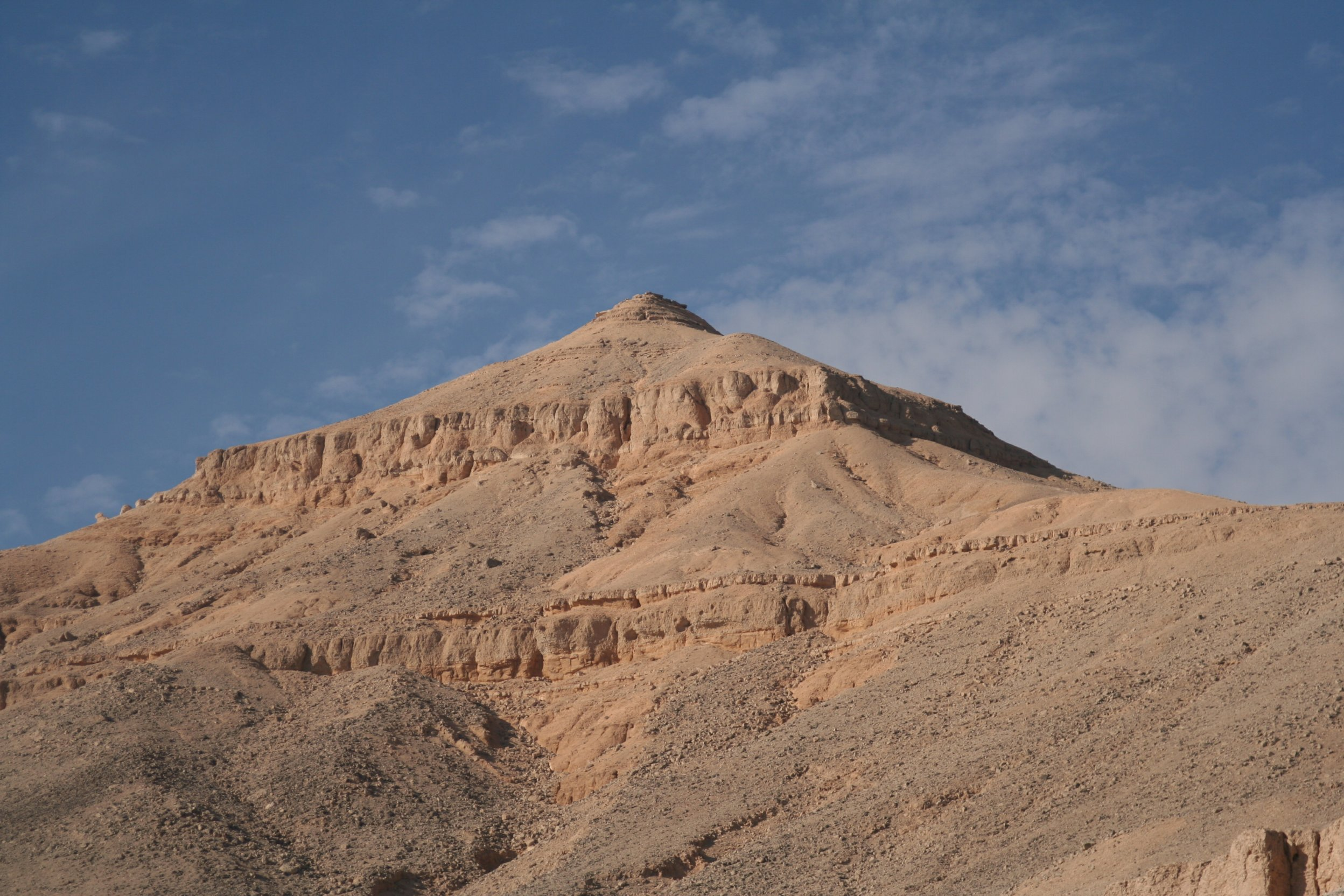
Холм (современный эль-Курн) над Долиной Царей

Культ Меритсегер был распространён в Новое царство (1550—1070 годы до н. э.). Культ Меритсегер достиг своего пика в Эсне рядом с Луксором в период XVIII династии. Центр культа Меритсегер — посёлок (в районе современного Дейр эль-Медина), где жили ремесленники («служители места истины») — строители гробниц и художники. Здесь Меритсегер возводились небольшие каменные храмы, включая тот, что расположен на пути в Долину Цариц, несколько стел с прошениями о милосердии и различные часовни у подножия холма (современный эль-Курн).
Образ грозной и справедливой богини позднее начала ассоциироваться с Хатхор, которую называли иногда «Госпожой Запада» и «Дамой некрополя», которая открывает врата в загробный мир. Тесная связь с Фиванским некрополем не позволила культу богини получить широкое распространение, а когда Долину царей перестали использовать, Фивы потерял статус столицы, ей перестали поклоняться.